# Helen Levitt
Pour les articles homonymes, voir Levitt.
Helen Levitt est photographe documentariste et portraitiste américaine, née le 31 août 1913, et morte le 29 mars 2009 à New York.

## Biographie
Helen Levitt  naît en 1913 à Brooklyn, dans l'État de New York et y grandit, fille d'un commerçant et d'une comptable,. Abandonnant l'école, elle apprend par elle-même la photographie en travaillant avec un photographe commercial.
Alors qu'elle enseigne les arts plastiques à des enfants en 1937, elle est intriguée par le caractère éphémère des dessins à la craie qui sont, à cette époque, partie intégrante de la culture des enfants des rues de New York. Avec un Leica, elle photographie les dessins dans les rues et les enfants qui les font. Ses photographies rencontrent le succès lorsqu'elles sont publiées en 1987 dans In The Street: chalk drawings and messages, New York City 1938–1948. « A travers ses photos de masques d'enfants ou ses graffitis, on sent parfois la marque du surréalisme, mouvement qu'elle connaissait sans y appartenir : "Bouton vers un passage secret. Appuyez", indique une mystérieuse inscription associée à un cercle de craie sur le mur ».
Elle rencontre Henri Cartier-Bresson en 1935 à New York, où celui-ci expose chez Lucien Levy. Elle le suit pendant un an, et s'imprègne de son œuvre,. Elle étudie aussi avec Walker Evans en 1938 et 1939. En 1943, sa première exposition individuelle est organisée  au Museum of Modern Art, avec Edward Steichen comme commissaire.
À la fin des années 1940, elle est brièvement réalisatrice de cinéma en travaillant avec James Agee avec qui elle tourne un court métrage artistique, In the Street. Son amitié avec Janice Loeb et avec James Agee sont déterminantes.
Les thèmes de ses photographies noir et blanc, la rue, les enfants, la communauté afro-américaine, ancrent son œuvre dans une veine sociale, avec dans son regard une spontanéité et une innocence, qui se ressentent sur ses clichés.Son œuvre, qui s'étend sur plus d'un demi-siècle, est marquée par une rupture : pendant sept ans, de 1945 à 1952, Helen Levitt cesse  de photographier. Puis elle s'y remet, mais elle est passée à la couleur, avec des images sobres et étranges. En 1959 et 1960, elle reçoit deux bourses de la fondation Guggenheim pour des photos couleur des rues de New York, mais une bonne partie de son travail est volée lors d'un cambriolage. Les photos restantes, et d'autres prises dans les années suivantes, sont publiées dans Slide Show: The Color Photographs of Helen Levitt (mai 2005). Son premier ouvrage important est A Way of Seeing en 1965, avec un texte éponyme de James Agee.
En 1976, elle devient « Photography Fellow » du National Endowment for the Arts.
Helen Levitt meurt le 29 mars 2009 à New York à l’âge de 95 ans,.

## Publications
Liste non exhaustive
- (en) A Way of Seeing, 1965, réédition Verlag der Buchhandlung Walther Konig, 2020,  (ISBN 978-1733601801)
- (en) Slide Show: The Color Photographs of Helen Levitt, avec John Szarkowski, PowerHouse Books, 2006,  (ISBN 978-1576872529).
- (en) One, Two, Three, More, PowerHouse Books, 2017,  (ISBN 978-1576878521)
- (en) Manhattan Transit: The Subway Photographs of Helen Levitt, Verlag der Buchhandlung Walther Konig, 2017,  (ISBN 9783960981220)

- (es) Lirica Urbana, La Fabrica, 2017,  (ISBN 978-8492841240)

## Expositions

### Expositions personnelles
- 1998 : Helen Levitt, Musée de l'Élysée, Lausanne[7].
- 12 septembre - 23 décembre 2007 : Helen Levitt : Fondation Henri Cartier-Bresson, Paris

### Expositions collectives
Liste non exhaustive
- The New-York school show – Les photographes de l'École de New York 1935-1965, du 7 octobre 2020 au 10 janvier 2021, Pavillon populaire, Montpellier
- Henri Cartier-Bresson, Helen Levitt - Mexico, du 14 février au 23 avril 2023, Fondation Henri Cartier-Bresson, Paris

#### Podcast
- (en) Melissa Block's interview with Helen Levitt: « Helen Levitt's Indelible Eye. Photographer Captures the Lost Outdoor Life of New York City »